# Височная ямка

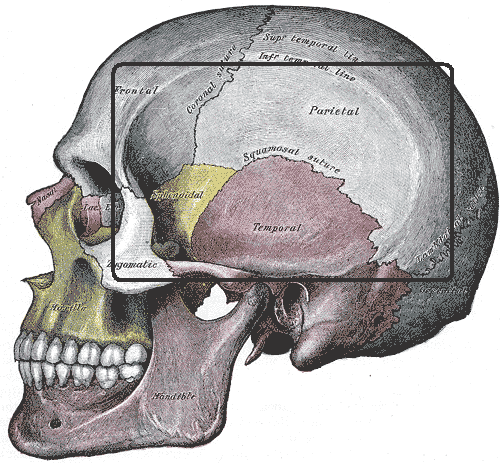

Височная ямка (лат. fossa temporalis) — углубление в латеральных (боковых) отделах черепа, располагающееся с каждой стороны на наружной поверхности черепа.

## Границы
Условная граница, отделяющей её сверху и сзади от остальных участков свода черепа — верхняя височная линия (linea temporalis superior). Внутренняя, медиальная, стенка образована нижним отделом наружной поверхности теменной кости, наружной поверхностью большого крыла клиновидной кости, височной поверхностью чешуйчатой части височной кости. Передняя стенка образована скуловой и отрезком лобной кости. Снаружи височная ямка замыкается скуловой дугой (arcus zygomaticus). Нижняя граница ограничена подвисочным гребнем клиновидной кости.
На передней стенке височной ямки находится скуловисочное отверстие (foramen zygomaticotemporale).

## Содержимое ямки
Височная ямка заполнена височной мышцей, её фасцией, жировым телом, сосудами и нервами.